# Calophasia tangens
Calophasia tangens là một loài bướm đêm trong họ Noctuidae.